# Humanitarisme
Humanitarisme was een ethische herbezinning op het leven in het laatste decennium van de 19e en de eerste helft van de 20e eeuw.
Het humanitarisme was een verzamelnaam voor een breed spectrum aan alternatieve, idealistische bewegingen, vanuit de burgermaatschappij. Gemeenschappelijke doelen waren algemene verbroedering, en medegevoel en liefde voor alles wat leefde en groeide. Menslievendheid diende in de plaats te komen van wrede ongevoeligheid en onverschilligheid. Het direct of indirect leed bezorgen aan mens of dier werd als onzedelijk beschouwd.
De zedelijke idealen waren in Nederland terug te vinden in een veelheid aan stromingen en bewegingen zoals het vegetarisme, vredesbewegingen, drankbestrijding, Rein Leven Beweging, dierenbescherming en anti-vivisectie. Ook veel andere ideeën en organisaties hadden raakvlakken met deze idealen. 
Het burgerlijke beschavingsoffensief uitte zich in terug-naar-de-natuur, egalitarisme en democratie, maar ook in een streven naar emancipatie van de arbeider en de vrouw.
Na de Tweede Wereldoorlog werd menslievendheid in de vorm van weeshuizen, onderlinge hulp en abolitionisme (anti-slavernijbeweging) overgenomen door de staat, op basis van wetten. Burgerlijke actiegroepen richtten zich daarna meer op ecologie, derde-wereldbeweging en natuurbescherming.

## Richtingen en personen
Mensen als Felix Ortt waren betrokken bij meerdere organisaties en stromingen. Die organisaties konden uit samenwerkende stromingen bestaan. Ook kwam het voor dat groeperingen fuseerden. Grotere stromingen waren:
- Rein Leven Beweging - onthouding op seksueel gebied (Eduard Fimmen, Louis Bähler en Menno Huizinga jr.)
- Onthouding van alcohol - er waren socialistische, protestants-christelijke en rooms-katholieke en liberale geheelonthoudersverenigingen
- Anarchisme - verzet tegen elke vorm van (dwingend) gezag
- Antimilitarisme - weigering van de dienstplicht en Dienstweigeringsmanifest 1915
- Gewetensvrijheid - de Bond tegen de Vaccinatiedwang
- Sociale rechtvaardigheid - egalitarisme en socialisme (Domela Nieuwenhuis)
- Arbeidersemancipatie - arbeiderszelfbestuur
- Vrouwenemancipatie - eerste feministische golf, gericht op vrouwenkiesrecht (Aletta Jacobs), en Nationale Tentoonstelling van Vrouwenarbeid 1898
- Medegevoel met de dieren - De Nederlandse Vegetariërsbond en Nederlandse Bond tot Bestrijding van de Vivisectie
- Opvoeding van de jeugd - Nederlandsche Kinderbond (Caroline Kerkhoven) en Van der Huchtonderwijs
- Internationale Broederschap - Coöperaties Weverij de Ploeg en kolonie Walden (Frederik van Eeden)